# Farrokhroo Parsa
Farokhroo Pārsāy (em persa: فرخ‌رو پارسای‎)  (22 de março de 1922 — 8 de maio de 1980) foi uma médica, educadora e deputada iraniana. Ela foi Ministra da Educação do Irão entre 1968 e 1976, foi a primeira mulher iraniana a tomar posse como ministra no Irão e uma das últimas, antes da Revolução Iraniana.  Pārsāy foi a porta-voz dos direitos das mulheres no Irão antes de 1979 o que não foi do agrado dos mullahs que baseados na sua interpretação do Corão viam a mulher como um ser inferior ao homem. 

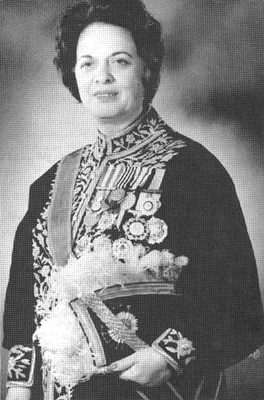
Parsay como ministra

Foi executada por fuzilamento em 8 de maio de 1980 depois da Revolução Iraniana de 1979. Alguns jornalistas, baseados em fontes informativas, dizem que ela terá sido primeiro enforcada num saco grande ("gooni) e depois fuzilada. Os supostos "crimes" dela eram "espalhar prostituição" e de "lutar contra Deus", crimes puníveis com pena de morte, segundo os novos detentores do poder. Como não se arrependeu dos supostos pecados foi condenada à morte. 

## Biografia
Farrokhroo Pārsāy nasceu em 22 de março de 1922 em Qom, filha de Farrokh-Din and Fakhr-e Āfāgh Pārsāy. A sua mãe, Fakhr-e Āfāgh, foi editora da revista feminina "Jahān-e Zan" ("O mundo da Mulher") e uma defensora da igualdade de géneros e oportunidades para a educação das mulheres. Os seus pontos de vista sobre os direitos da mulheres encontraram a oposição de vários setores conservadores da sociedade iraniana, levando à expulsão da sua família pelo governo de Ahmad Qavām, de Teerão para Qom, onde Fakhr-e Āfāgh ficou sob prisão domiciliária. Foi em Qom onde nasceu  alguns minutos após a meia-noite do dia 22 de  março de 1922 (início do Ano Novo, segundo o calendário persa ou Nowruz de  1301)   Mais tarde, graças à intervenção do primeiro-ministro Hasan Mostowfi ol-Mamalek, a sua família teve a permissão de voltar a Teerã.  
Depois de terminar o seu curso em medicina, a Dra Pārsāy tornou-se professora de  Biologia no liceu  Jeanne d'Arc em Teerão. Nessa escola, chegou a ser professora de Farah Diba, que seria mais tarde esposa de Mohammad Reza Pahlavi.
Em 1963, a Dra. Pārsāy foi eleita para o parlamento e começou peticionando junto do soberano Mohammad Reza Pahlavi pelo sufrágio das mulheres iranianas. Ela também foi a força condutora que levou à emenda de uma série de leis respeitantes às mulheres e família que fizeram parte da chamada Revolução Branca. Em 27 de agosto foi nomeada como Ministra da Educação no governo de Amir-Abbas Hoveyda, tornando-se a primeira mulher a tomar posse como ministra no Irã.
Farrokhroo Pārsāy foi executada através de um pelotão de fuzilamento em 8 de maio de 1980 em Teerão,  no início da Revolução Cultural Iraniana.
Na sua última carta,  Farrokhroo Pārsāy escreveu aos filhos: "Eu sou médica, portanto não tenho medo da morte. A morte é apenas um momento e nada mais. Eu estou mais preparada para receber a morte com os braços abertos do que viver na vergonha de ser forçada a ser velada. Não me curvarei perante aqueles que esperam que eu lamente os meus 15 anos de esforço para a igualdade entre homens e mulheres. Eu não estou preparada para usar o chador e dar um passo atrás na história."

## Vida pessoal
Foi casada com Ahmad Shirin Sokhan entre 1950 até à sua execução em 1980.

## Ligações externas

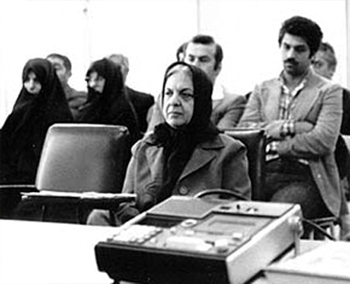
Farrokhroo Parsay, num tribunal revolucionário, 1979